# Forte di Pannerden

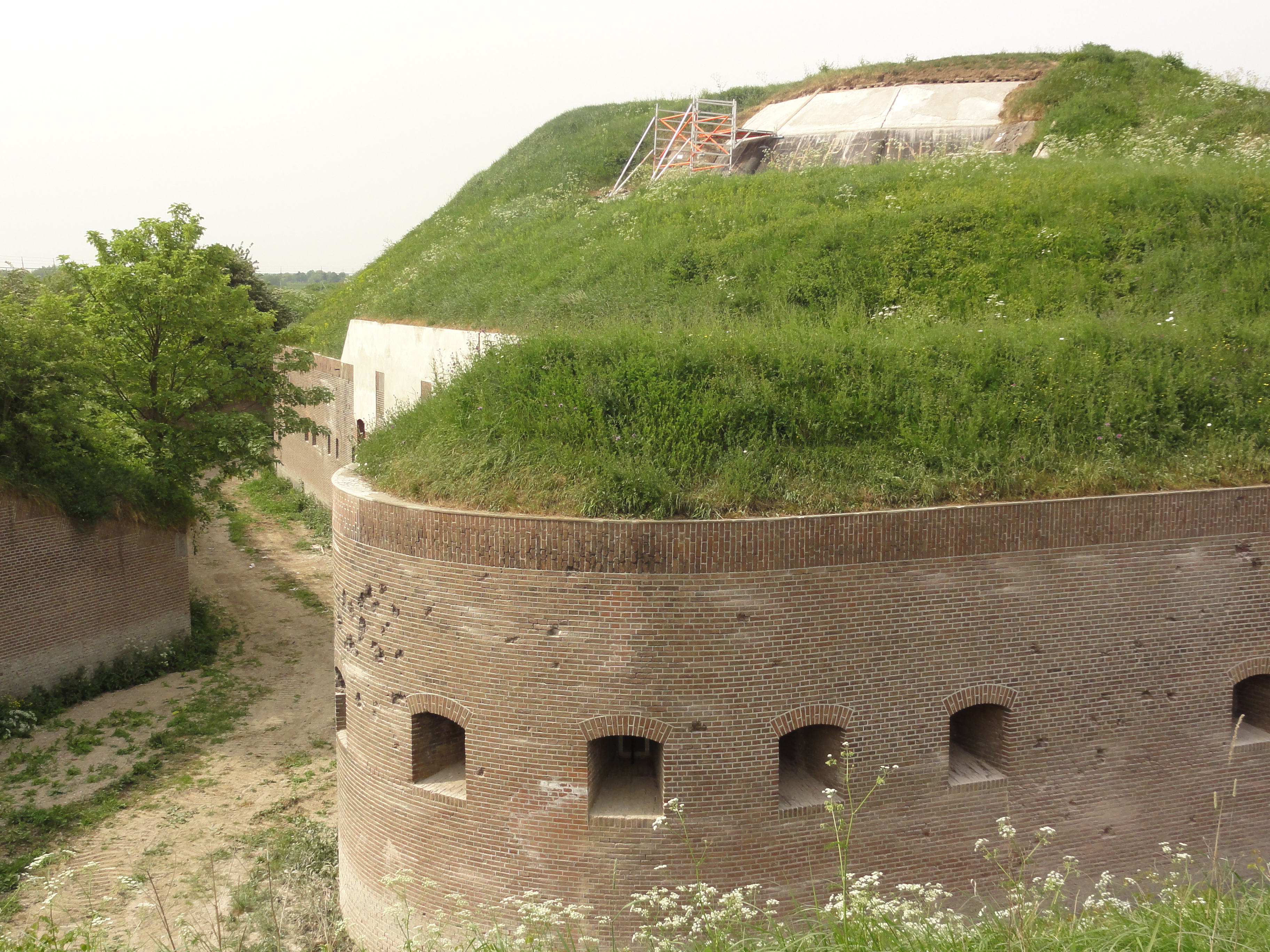
Un tratto delle mura del forte

Il forte di Pannerden (in olandese: Fort Pannerden) è un forte situato lungo il canale di Pannerden, tra i villaggi olandesi di Doornenburg (comune di Lingewaard) e di Pannerden (comune di Zevenaar), nella provincia della Gheldria, ed eretto tra il 1869 e il 1871/1872. È il più occidentale dei 60 forti realizzati lungo la Nieuwe Hollandse Waterlinie (inserita nel patrimonio dell'umanità dall'UNESCO).

## Storia
Prima della costruzione del forte, era già stato abbozzato il progetto di un "forte lungo la diga principale di Pannerden", progetto che era stato fatto nel 1819 dall'ingegnere J.C. Ninaber, ma il progetto non venne mai realizzato.
Il forte venne invece realizzato a partire dal 1869 in un punto strategico alla confluenza dei fiumi Reno, Waal e del canale di Pannerden.
I costi per i lavori di costruzione, che durò due-tre anni, ammontarono a 489.950 fiorini.
La struttura venne in seguito rinforzata tra il 1885 e il 1890.
Nel corso della prima guerra mondiale, a garanzia della neutralità dei Paesi Bassi, furono di stanza al forte di Pannerden 300 soldati. Nel primo dopoguerra, il forte era in uno stato di degrado.
Nel 1939, con lo scoppio della seconda guerra mondiale, il forte di Pannerden venne ulteriormente rinforzato con l'aggiunta di sette casematte e con l'aggiunta di cannoni. Ciò non impedì però l'occupazione del forte da parte delle truppe tedesche, che avvenne tra il 10 e l'11 maggio del 1940.
Il forte venne quindi abbandonato al termine del conflitto.
Nel 1969, la struttura acquisì lo status di monumento nazionale. Nel frattempo, nel 1965, il forte era stato acquisito dal Servizio dei domini, che ne rimase proprietario fino al 1988, anno in cui la struttura fu acquisita da dalla Commissione forestale (già proprietaria di altri 14 forti della Nieuwe Hollandse Waterlinie).
Nel 2000, si insediarono nel forte degli occupanti abusivi, che iniziarono a restaurare il forte, offrendo anche dei tour guidati gratuiti. Queste persone dovettero abbandonare la struttura dopo una battaglia legale durata alcuni anni nel 2008, quando venne intrapresa un'opera di restauro del forte, opera costata 1,8 milioni di euro.
Terminata l'opera di restauro, che prevedette la realizzazione di un museo all'interno del forte, la struttura venne riaperta al pubblico nell'aprile del 2016.

## Architettura
Il forte è situato al nr. 1 della Waaldijk, nel territorio del villaggio di Doornenburg (quindi nel territorio comunale di Lingewaard) e di fronte al villaggio di Pannerden, che si trova lungo la sponda opposta del canale di Pannerden.
La struttura misura 75x70 metri ed è costituita da mura dello spessore di 2,60 metri.